# Бастал
Баста́л (каз. Бастал) — село у складі Каркаралінського району Карагандинської області Казахстану. Входить до складу сільського округу Нигмета Нурмакова.
Населення — 76 осіб (2021; 163 у 2009, 214 у 1999, 253 у 1989).
Національний склад станом на 1989 рік:
- казахи — 100 %.